# Balmorhea
Balmorhea – sześcioosobowy zespół muzyczny tworzący utwory z kategorii minimalistycznej muzyki instrumentalnej (minimal music). Zespół został założony w Austin w Teksasie w 2006 roku przez Roba Lowe i Michaela Mullera. Członkowie zespołu inspirowali się takimi artystami jak: Ludovico Einaudi, The Six Parts Seven, Ludwig van Beethoven, Rachel's, Gillian Welch, Max Richter, Arvo Pärt i John Cage.

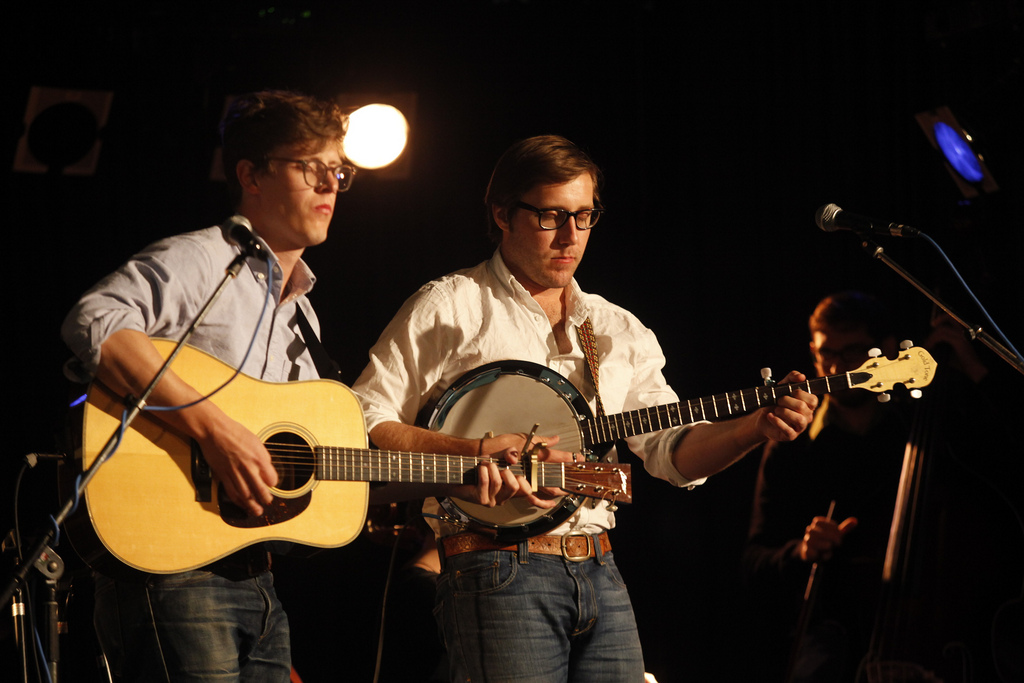
Lowe i Muller na koncercie z zespołem Balmorhea w 2010 roku

Zespół wydał swój pierwszy album, zatytułowany ich własną nazwą Balmorhea, w kwietniu 2007 roku. Swój drugi album o nazwie Rivers Arms wydali w lutym 2008. Pod koniec roku 2008 grupa wydała dodatkowo minialbum. Swój trzeci album długogrający o tytule All is Wild, All is Silent zespół wydał poprzez wytwórnię Western Vinyl Records. Czwarty album, któremu nadali tytuł Constellations został wydany w lutym 2010 roku poprzez wytwórnię western Vinyl, natomiast piąty album o tytule Stranger wydano pod koniec listopada 2012 roku.
Zespół Balmorhea został przedstawiony przez tygodnik The New Yorker jako “wzorzec umiaru i opanowania w muzyce”. Grupa muzyczna Balmorhea odbyła 8 tras koncertowych, zarówno w Stanach Zjednoczonych, jak i w Europie. Podczas swoich koncertów zespół występował z takimi artystami jak: Tortoise, Fleet Foxes, Mono, Bear in Heaven, Sharon Van Etten, Damien Jurado, Efterklang, oraz innymi. Dodatkowo zespół występował na festiwalach: Austin City Limits Music Festival, SXSW, Fun Fun Fun Fest, i the Hopscotch Festival wśród innych artystów. Działalność artystyczna (wydarzenia, wywiady) Balmorhea przedstawiana jest najczęściej poprzez Pitchfork, BBC, MOJO, Paste Magazine, NME, The Wall Street Journal, NPR, The New Yorker, a także wiele innych.

## Członkowie
- Rob Lowe – gitara, pianino, melodica, banjo
- Michael Muller – gitara, banjo, pianino
- Aisha Burns – skrzypce, wokal
- Dylan Rieck – wiolonczela
- Travis Chapman – kontrabas
- Kendall Clark – perkusja, marimba

## Dyskografia
- Balmorhea (2007)
- Rivers Arms (2008)
- Tour EP (2008)
- All Is Wild, All Is Silent (2009)
- Constellations (2010)
- Candor / Clamor (2010 7" Vinyl) (2010)
- Live at Sint-Elisabethkerk (2011)
- Stranger (2012)
- Clear Language (2017)